# 菲律賓聯邦黨
菲律賓聯邦黨 （缩写为PFP）是菲律宾的一个全国性政党。该党成立於2018年，主要受罗德里戈·杜特尔特的支持者支持，該黨呼吁菲律宾实行联邦制。
小费迪南德·马科斯作为该党2022年菲律賓總統選舉的提名人成功当选总统。 